# Atarba intermedia
Atarba intermedia är en tvåvingeart som beskrevs av Alexander 1956. Atarba intermedia ingår i släktet Atarba och familjen småharkrankar.
Artens utbredningsområde är Kenya. Inga underarter finns listade i Catalogue of Life.